# Jacyna

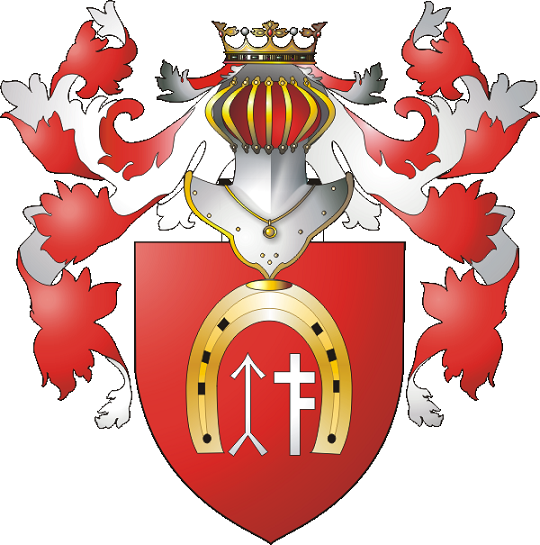

Jacyna – polski herb szlachecki.

## Opis herbu
Opis zgodnie z klasycznymi regułami blazonowania:
W polu czerwonym, w środku podkowy złotej, z prawej strzała srebrna rozdarta u dołu, z lewej takiż półtorakrzyż.
Labry czerwone, podbite złotem.

## Najwcześniejsze wzmianki
Juliusz Karol Ostrowski pisze, że herb ten przysługiwał w XVI wieku wołyńskiej rodzinie o przydomku Onoszkowicz.

## Herbowni
Gardecki, Gardocki, Jacenko, Jackiewicz, Jacyna, Jacyniewicz, Jacyno, Jahołkowski, Jakóbkiewicz, Janczewski, Narwojsz, Narwoysz, Onackiewicz, Onoszkiewicz, Onoszko, Onoszkowicz, Onuszko, Onuszkiewicz, Onyszkiewicz, Szlapowicz.

### Znani herbowni
- Janusz Onyszkiewicz